# Rosa Zafferani
Rosa Zafferani (* 16. August 1960 in Jersey City) ist eine san-marinesische Politikerin.
Rosa Zafferani ist Mitglied der Partito Democratico Cristiano Sammarinese und war vom 1. April bis zum 1. Oktober 2008 eine der beiden Capitani Reggenti, der andere war Federico Pedini Amati. Dieses Amt übte sie bereits vom 1. April bis zum 30. September 1999 zusammen mit Antonello Bacciocchi aus. Sie bekleidete bereits mehrere Ministerämter, zunächst für Gesundheit, soziale Sicherheit und Wohlfahrt, dann von 2003 bis 2005 für Bildung, Hochschulen, Kultur und Information, und schließlich von 2005 bis 2006 für Inneres, Bildung und Universitäten. Sie ist Direktorin der Post in San Marino.
Rosa Zafferani wohnt in Serravalle, ist verheiratet und Mutter von zwei Kindern.